# De'n Manel
De'n Manel es un cultivar de higuera de tipo higo común Ficus carica, unífera de higos de epidermis con color de fondo verde azulado con sobre color plateado. Se cultiva en la colección de higueras de Montserrat Pons i Boscana en Llucmajor, Islas Baleares.

## Sinonimia
- „sin sinónimos“,[3][5][6]

## Historia
Actualmente la cultiva en su colección de higueras baleares Montserrat Pons i Boscana, rescatada de un ejemplar o higuera madre cultivada en "Míner" en el término de Llucmajor, propiedad de Josep Sacarès i Mulet cultivada en tierra fértil y rica en substrato denominada el Pèlag.
La variedad 'De'n Manel' es parecida a la variedad 'Sitcelis'.

## Características
La higuera 'De'n Manel' es una variedad unífera de tipo higo común. Árbol de tamaño medio, con copa redondeada bastante clara, de ramas esparcidas. Sus hojas con 3 lóbulos (95%) son las mayoritarias, y de 5 lóbulos (<5%). Sus hojas con dientes presentes y márgenes ondulados, con abundantes pelos en el envés y con ángulo peciolar agudo. 'De'n Manel' tiene mucho desprendimiento de higos, y un rendimiento productivo medio por cada árbol. La yema apical cónica de color amarillo.
Los frutos 'De'n Manel' son higos ovoidales, un poco cónicos, que presentan unos frutos medianos de unos 36 gramos en promedio, de epidermis de consistencia dura, grosor de la piel grueso y muy áspero, de color de fondo verde azulado con sobre color plateado. Ostiolo de 1 a 3 mm con escamas medianas moradas. Pedúnculo de 5 a 10 mm clíndrico verde oscuro. Grietas longitudinales escasas o ausentes. Costillas poco marcadas. Con un ºBrix (grado de azúcar) de 20 poco dulce a aguado en higos, con consistencia mediana, con color de la pulpa rojo oscuro. Con cavidad interna grande y una gran cantidad de aquenios medianos. Son de un inicio de maduración de los higos sobre el 28 de agosto, al 28 de septiembre. De rendimiento por árbol medio.
Se usa como higos frescos y secos para alimentación animal. Producción media. Tienen fácil abscisión del pedúnculo y mediana facilidad de pelado, la piel se rompe. Son muy resistentes a las lluvias, al agriado y a la apertura del ostiolo, pero muy susceptibles al desprendimiento.

## Cultivo
'De'n Manel', se utiliza los higos en fresco y seco para consumo animal (ganado porcino y ovino). Se está tratando de recuperar de ejemplares cultivados en la colección de higueras baleares de Montserrat Pons i Boscana en Llucmajor.